# 11 mars en sport
11 février 11 avril
Chronologies thématiques
- Croisades
- Ferroviaires
- Disney

Le 11 mars (70e jour de l'année ou 71e en cas d'année bissextile) en sport.

## Événements

### XIXesiècle
- 1868 :
  - (Cyclisme) : fondation à Rennes du club de cyclisme du Véloce Club Rennais.
- 1876 :
  - (Football) : à Londres, finale de la 5e FA Challenge Cup. Wanderers FC et Old Etonians, 1-1 devant 3 000 spectateurs au Kennington Oval. Finale à rejouer.
  - (Football) : à Glasgow, finale de la 3e édition de la Coupe d'Écosse. Queen's Park FC et Third Lanark, 1-1 devant 10 000 spectateurs à Hamilton Crescent. Finale à rejouer.
- 1878 :
  - (Rugby à XV) : l'Irlande perd à domicile à Lansdowne Road face à l'Angleterre sur le score de 7 à 0[1].
- 1882 :
  - (Football) : à Glasgow (Hampden Park), l'Écosse écrase l'Angleterre 5-1 devant 10 000 spectateurs.
- 1887 :
  - (Hockey sur glace) : Les Crystals de Montréal battent les Victorias de Montréal 3-2 et remportent le championnat inaugural 1887 AHAC sur le dernier défi de la saison, malgré le record de deux victoires et de quatre défaites.
- 1892 :
  - (Basket-ball) : premier match de basket-ball féminin aux États-Unis. La partie qui oppose des élèves à des professeurs a lieu au Smith College sous l’impulsion de Senda Berenson, enseignante de sport.
- 1900 :
  - (Compétition automobile) : Coupe des Voiturettes remporté par Léon Théry.

### XXesièclede1901à1950
- 1923 :
  - (Football) : le Celtic remporte la Coupe d’Écosse face à Hibernian FC, 1-0.
- 1928 :
  - (Compétition automobile) : Grand Prix automobile de Tripoli.
- 1929 :
  - (Compétition automobile) :  à Daytona Beach, Henry Segrave établit un nouveau record de vitesse terrestre : 372,66 km/h.

### XXesièclede1951à2000
- 1979 :
  - (Rallye automobile) : arrivée du Rallye du Portugal.
- 1990 :
  - (Formule 1) : Grand Prix automobile des États-Unis.
- 1991 :
  - (Tennis) : à dix-sept ans et trois mois, la Yougoslave Monica Seles détrône Steffi Graf de son rang de numéro un mondiale au classement WTA.
- 2000 :
  - (Formule 1) : Grand Prix automobile d'Australie.

### XXIesiècle
- 2007 :
  - (Basket-ball) : en écrasant les Los Angeles Lakers en terre californienne sur le score sans appel de 108 à 72, les Dallas Mavericks, leader de la Conférence Ouest, remportent leur 17e succès d'affilée en championnat NBA.
  - (Handball) : Metz (H2ML) remporte la Coupe de la Ligue féminine en battant Dijon 25-18 au Palais des Sports de Besançon.
  - (Compétition automobile) : le Français Sébastien Loeb remporte le rallye du Mexique, quatrième manche du championnat du monde, au volant de la Citroën C4, s'imposant pour la deuxième fois consécutive au pays des Aztèques. Il devance les deux Finlandais de Ford, Marcus Grönholm (2e à 55 s 8) et Mikko Hirvonen (3e à 1 min 27 s 7).
- 2014 :
  - (Jeux paralympiques) : à Sotchi, 4e jour de compétition. Voir - 11 mars aux Jeux paralympiques d'hiver de 2014
- 2017 :
  - (Rugby à XV /Tournoi des Six Nations) : lors de la 4e journée du Tournoi des Six Nations 2017, en Italie, au Stade olympique de Rome, le XV de France s'impose face au XV italien (18-40) et en Angleterre au Stade de Twickenham de Londres, le XV anglais remporte son 2e Tournoi consécutif grâce à sa victoire éclatante contre le XV écossais (61-21).
  - (Sport nautique /Vendée Globe ) : fin de la 8e édition du Vendée Globe avec l'arrivée du Français Sébastien Destremau qui a franchi la ligne d'arrivée en 124 j 12 h 38 min et 18 s soit 50 j 09 h 02 min et 32 s après le vainqueur Armel Le Cléac'h[2].
- 2019 :
  - (Football /Liga) : Coup de tonnerre en Espagne. Ce lundi soir, Santiago Solari est licencié de son poste d'entraîneur du Real Madrid et le français Zinédine Zidane le remplace[3].
- 2023 : à Twickenham, Les Bleus se sont imposés (10-53) face au XV de la Rose lors de la quatrième journée du Tournoi des VI Nations de rugby.

## Naissances

### XIXesiècle
- 1863 :
  - Andrew Stoddart, joueur de rugby à XV et de cricket anglais. (10 sélections avec l'équipe de rugby à XV et 16 sélections en Test cricket). († 4 avril 1915).
- 1877 :
  - Charles Foweraker, entraîneur de football gallois. († ? juillet 1950).
  - Paddy Moran, hockeyeur sur glace canadien. († 14 janvier 1966).
- 1883 :
  - Charles Bilot, footballeur français. (6 sélections en équipe de France). († 17 septembre 1912).
- 1884 :
  - Victor Dupré, cycliste sur piste français. Champion du monde de cyclisme sur piste 1909. († 7 juin 1938).
- 1885 :
  - Malcolm Campbell, pilote de courses automobile britannique. († 31 décembre 1948).
- 1891 :
  - Vilhelm Andersson, nageur et poloïste suédois. Médaillé d'argent avec le water-polo aux Jeux de Stockholm 1912 et de bronze aux Jeux d'Anvers 1920. († 21 septembre 1933).
  - Philippe Struxiano, joueur rugby à XV français. (7 sélections en équipe de France). († 21 avril 1956).
- 1899 :
  - Allan Woodman, hockeyeur sur glace canadien. Champion olympique aux Jeux d'Anvers 1920. († 17 mars 1963).

### XXesièclede1901à1950
- 1907 :
  - Félicien Vervaecke, cycliste sur route belge. († 31 octobre 1986).
- 1914 :
  - Bernard Antoinette, footballeur français. (2 sélections en équipe de France). († 5 mars 2008).
- 1923 :
  - Louise Brough, joueuse de tennis américaine. Victorieuse de US Open 1947, des tournois de Wimbledon 1948, 1949, 1950 et 1955 puis de l'Open d’Australie 1950. († 3 février 2014).
- 1929 :
  - Alfred Tonello, cycliste sur route français. Médaillé de bronze de la course sur route par équipes aux Jeux d'Helsinki 1952. († 21 décembre 1996).
- 1930 :
  - Troy Ruttman, pilote de courses automobile américain. Vainqueur des 500 miles d'Indianapolis 1952. († 19 mai 1997).
- 1934 :
  - Ingrid Lotz, athlète de lancer allemande. Médaillée d'argent du disque aux Jeux de Tokyo 1964.
- 1935 :
  - Ernst Lindner, footballeur est-allemand puis allemand. (6 sélections en équipe nationale). († 11 octobre 2012).
- 1938 :
  - Viktor Konovalenko, hockeyeur sur glace soviétique puis russe. Champion olympique aux Jeux d'Innsbruck 1964 puis aux Jeux de Grenoble 1968. Champion du monde de hockey sur glace 1963, 1970 et 1971. († 20 février 1996).
- 1943 :
  - Raymond Delisle, cycliste sur route français. († 11 août 2013).
  - Arturo Merzario, pilote de F1 et de courses automobile d’endurance italien.
  - Michel Arnaudet, joueur de rugby à XV français. (3 sélections en équipe de France).
- 1945 :
  - Pirri, footballeur espagnol. Vainqueur de la Coupe des clubs champions 1966. (41 sélections en équipe nationale).
- 1948 :
  - Alain Marot, joueur de rugby à XV français. Vainqueur du Tournoi des Cinq Nations 1970. (7 sélections en équipe de France).
- 1949 :
  - Roger Jouve, footballeur français. (7 sélections en équipe de France).

### XXesièclede1951à2000
- 1951 :
  - Iraj Danaifar, footballeur iranien. (17 sélections en équipe nationale).
- 1953 :
  - László Bölöni, footballeur puis entraîneur roumain. Vainqueur de la Coupe des clubs champions 1986, et de la Coupe du golfe des clubs champions 2007. (108 sélections en équipe nationale).
  - Derek Daly, pilote de F1 américano-irlandais.
  - Ilona Richter, rameuse est-allemand puis allemande. Championne olympique de huit aux Jeux de Montréal 1976 puis aux Jeux de Moscou 1980. Championne du monde d'aviron de huit 1975 et championne du monde d'aviron de quatre barré 1977.
- 1956 :
  - Willie Banks, athlète de triple saut américain. Détenteur du Record du monde du Triple saut du 16 juin 1985 au 18 juillet 1995.
- 1957 :
  - Gabriele Kühn, rameuse est-allemand puis allemande. Championne olympique de huit aux Jeux de Montréal 1976 puis aux Jeux de Moscou 1980. Championne du monde d'aviron de huit 1977.
- 1960 :
  - Warwick Taylor, joueur de rugby à XV néo-zélandais. Champion du monde de rugby à XV 1987. (24 sélections en équipe nationale).
- 1962 :
  - Ulrich Schreck, fleurettiste allemand. Médaillé d'argent par équipes aux Jeux de Séoul 1988 puis champion olympique par équipes aux Jeux de Barcelone 1992.
- 1965 :
  - Caroline Delemer, pentathlonienne française. Championne du monde de pentathlon moderne par équipes 1986.
- 1967 :
  - Sergueï Baoutine, hockeyeur sur glace soviétique puis russe. Champion olympique aux Jeux d'Albertville 1992.
- 1970 :
  - André Biancarelli, footballeur puis entraîneur français.
- 1971 :
  - Martin Ručínský, hockeyeur sur glace tchèque. Champion olympique aux Jeux de Nagano 1998 puis médaillé de bronze aux Jeux de Turin 2006. Champion du monde de hockey sur glace 1999, 2001 et 2005.
  - Steffen Wesemann, cycliste sur route allemand.
- 1972 :
  - Karine Fauconnier, navigatrice française.
- 1973 :
  - Thomas Christiansen, footballeur hispano-danois. (2 sélections avec l'équipe d'Espagne).
- 1974 :
  - Bruno Savry, footballeur puis entraîneur français.
- 1975 :
  - João Barbosa, pilote de courses automobile portugais.
  - Buvaysar Saytiev, lutteur de libre russe. Champion olympique des -74kg aux Jeux d'Atlanta 1996, aux Jeux d'Athènes 2004 et aux Jeux de Pékin 2008. Champion du monde de lutte libre des -74kg 1995, des - 76 kg 1997, 1998 et 2001 puis des -74kg 2003 et 2005. Champion d'Europe de lutte libre des -74kg 1996, des -76 kg 1997, des -85kg 1998, des -76kg 2000 et 2001 puis des -74kg 2006. († 2 mars 2025).
- 1977 :
  - Michal Handzuš, hockeyeur sur glace slovaque. Champion du monde de hockey sur glace 2002.
- 1978 :
  - Didier Drogba, footballeur ivoirien-français. Vainqueur de la Ligue des champions 2012. (101 sélections avec l'équipe de Côte d'Ivoire).
- 1979 :
  - Elton Brand, basketteur américain. (37 sélections en équipe nationale).
  - Sonja Roman, athlète de demi-fond slovène.
- 1980 :
  - Dan Uggla, joueur de baseball américain.
- 1982 :
  - Cosimo Caliandro, athlète de demi-fond italien. († 10 juin 2011).
- 1985 :
  - Ian Burns, joueur de snooker anglais.
  - Taniela Moa, joueur de rugby à XV tongien. (21 sélections en équipe nationale). († 16 décembre 2021).
- 1986 :
  - Cindy Billaud, athlète de haies française. Médaillée d'argent du 100m haies aux CE d'athlétisme 2014.
  - Dario Cologna, fondeur suisse. Champion olympique du 15km classique aux Jeux de Vancouver 2010, champion olympique du 15km classique et du 30km skiathlon aux Jeux de Sotchi 2014 puis champion olympique du 15km classique aux Jeux de Pyeongchang 2018. Champion du monde de ski de fond du 30km skiathlon 2013.
  - Benjamín Urdapilleta, joueur de rugby à XV argentin. Vainqueur du Challenge européen 2011. (11 sélections en équipe nationale).
- 1987 :
  - Tanel Kangert, cycliste sur route estonien.
  - Stefano Pirazzi, cycliste sur route italien.
- 1988 :
  - Fábio Coentrão, footballeur portugais. Vainqueur de la Ligue des champions 2014. (51 sélections en équipe nationale).
- 1989 :
  - Orlando Johnson, basketteur américain.
  - Chase Simon, basketteur américain.
- 1991 :
  - Alessandro Florenzi, footballeur italien. Champion d'Europe de football 2020. (49 sélections en équipe nationale).
  - Jack Rodwell, footballeur anglais. (3 sélections en équipe nationale).
  - Dorjsürengiin Sumiyaa, judokate mongole. Médaillée d'argent des -57 kg aux Jeux de Rio 2016. Championne du monde de judo des -57 kg 2017. Championne d'Asie de judo des -57 kg 2016.
- 1992 :
  - Manuel Senni, cycliste sur route italien.
  - Florian Trinks, footballeur allemand.
- 1993 :
  - Anthony Davis, basketteur américain.
  - Simon Hedlund, footballeur suédois. (2 sélections en équipe nationale).
  - Marius Lode, footballeur norvégien. (2 sélections en équipe nationale).
  - Anton Palzer, cycliste sur route allemand.
- 1994 :
  - Tiesj Benoot, cycliste sur route belge.
  - Handré Pollard, joueur de rugby à XV sud-africain. Champion du monde de rugby à XV 2019 et 2023. Vainqueur du The Rugby Championship 2019 et 2024. (80 sélections en équipe nationale).
  - Franziska Preuß, biathlète allemande. Médaillée de bronze du relais 4 × 6 km aux Jeux de Pékin 2022. Championne du monde de biathlon du relais 4 × 6 km 2015.
  - Andrew Robertson, footballeur écossais. Vainqueur de la Ligue des champions 2019. (79 sélections en équipe nationale).
- 1996 :
  - Kalle Berglund, athlète de demi-fond suédois.
  - Bruno Castany, joueur de rugby à XIII français.
  - Vanessa Gilles, footballeuse franco-canadienne. Championne olympique aux Jeux de Tokyo 2020. (26 sélections avec l'Équipe du Canada).
- 1997 :
  - Ray Spalding, basketteur américain.
- 1998 :
  - Pavel Bucha, footballeur tchèque.
  - Axel Disasi, footballeur franco-congolais. (5 sélections avec l'équipe de France).
- 1999 :
  - Enzo Ebosse, footballeur franco-camerounais. (3 sélections avec l'équipe du Cameroun).
  - Ibrahima Niane, footballeur sénégalais.
- 2000 :
  - Yohan Choupas, basketteur français.
  - Matías Pellegrini, footballeur argentin.

### XXIesiècle
- 2001 :
  - Amin Sarr, footballeur suédois.
- 2005 :
  - Pol Fortuny, footballeur espagnol.
  - Guillaume Restes, footballeur français. Médaillé d'argent aux Jeux de Paris 2024.

## Décès

### XXesièclede1901à1950
- 1946 : 
  -  Karol Kossok, 39 ans, footballeur puis entraîneur polonais. (5 sélections en équipe nationale). (° 28 janvier 1907).
- 1954 :
  -  Bill Bradley, 76 ans, joueur de baseball américain. (° 3 février 1878).

### XXesièclede1951à2000
- 1969 : 
  - - John Daly, 89 ans, athlète de fond irlandais et britannique. Médaillé d'argent du 2590m steeple aux Jeux de Saint-Louis 1904. (° 22 février 1880).
- 1970 : 
  -  Russell Van Horn, 84 ans, boxeur américain. Médaillé de bronze des -61,2 kg aux Jeux de Saint-Louis 1904. († 30 juillet 1885).
- 1972 : 
  -  Zack Wheat, 83 ans, joueur de baseball américain. (° 23 mai 1888).
- 1976 :
  -  Larry Gardner, 89 ans, joueur de baseball américain. (° 13 mai 1886).
- 1977 :
  -  Alberto Rodriguez Larreta, 43 ans, pilote de courses automobile argentin. (° 14 janvier 1934).
- 1984 :
  -  Raymond Mastrotto, 49 ans, cycliste sur route français. (° 1er novembre 1934).
- 2000 : 
  -  Alfred Schwarzmann, 87 ans, gymnaste allemand. Champion olympique du concours général individuel et par équipe puis du saut de cheval, médaillé de bronze de la barre fixe et des barres parallèles aux Jeux de Berlin 1936 puis médaillé d'argent de la barre fixe aux Jeux d'Helsinki 1952. (° 23 mars 1912).

### XXIesiècle
- 2006 :
  -  Bernard Geoffrion, 75 ans, hockeyeur sur glace puis entraîneur canadien. (° 14 février 1931).
  -  Jesús Miguel Rollán, 38 ans, joueur de waterpolo espagnol. Médaillé d'argent aux Jeux de Barcelone 1992 puis champion olympique lors des Jeux d'Atlanta 1996. (° 5 mars 1968).
  -  Raymond Touroul, 67 ans, pilote de courses automobile de rallye et d'endurance français. (° 1er janvier 1939).
- 2013 :
  -  Charles Tamboueon, 73 ans, footballeur français. (° 6 décembre 1939).
- 2019 :
  -  Coutinho, 75 ans, footballeur brésilien. Champion du monde de football 1962. Vainqueur des Copa Libertadores 1962 et 1963. (° 11 juin 1943).